# Yuta Okkotsu
Yuta Okkotsu (乙骨憂太, Okkotsu Yūta) é um personagem fictício e o protagonista do mangá Jujutsu Kaisen 0 feito por Gege Akutami. Ele é um jovem cercado e auxiliado pelo espírito amaldiçoado de Rika Orimoto, sua amiga de infância que morreu seis anos antes do enredo e  amaldiçoada por causa da promessa de casamento feita quando eram crianças. Em novembro de 2016, Yuta cruzou o caminho de Satoru Gojo, um feiticeiro jujutsu, e, sob sua orientação, ingressou na Escola Técnica Superior de Jujutsu de Tóquio para dominar a maldição de Rika. Yuta também desempenha um papel na sequência Jujutsu Kaisen como um lutador experiente.
Akutami deu vida a Yuta e Rika antes da criação de Jujutsu Kaisen 0 como uma dupla colaboradora e comparou o personagem e o protagonista de Jujutsu Kaisen, Yuji Itadori, cujas trajetórias narrativas assemelham-se ao lidar com entidades internas de personalidades distintas. Na adaptação para anime do mangá em 2021, Yuta é dublado por Megumi Ogata em japonês e Pedro Alcântara em português. O papel de Ogata foi escolhido pelo próprio Akutami, achando-a ideal para o papel, enquanto Alcântara, que havia assistido o anime anteriormente, foi orientado pelo diretor de dublagem Leonardo Santhos para interpretar o personagem de forma mais precisa.
Yuta recebeu uma resposta positiva. Alguns críticos o acharam mais atraente do que o protagonista Yuji Itadori devido aos seus diferentes poderes e histórias de fundo. Sua aparição em Jujutsu Kaisen também surpreendeu os críticos devido à mudança de características. Além disso, Yuta tem sido um personagem popular na série, aparecendo em marketing e pesquisas. As performances de Ogata e Alcântara chamaram a atenção do público.

## Concepção

Yuta Okkotsu em sua estreia com um penteado original que foi revisado mais tarde para o mangá principal. A cena é uma referência à série de anime Neon Genesis Evangelion.

O mangaká Gege Akutami revelou que Yuta e Rika foram concebidos como uma "dupla" para a trama antes mesmo dele considerar publicar o mangá. O nome Okkotsu (乙骨) chamou a atenção do criador, enquanto Yuta (憂太) recebeu esse nome devido ao significado de seu kanji "aquele com muitos amigos", algo que também agradou ao autor. Akutami nunca planejou que a Escola Técnica Superior de Jujustu de Tóquio fosse serializada, pois o arco do personagem Yuta era o foco exclusivo dessa breve série. Como resultado, quando Jujutsu Kaisen foi criado, Akutami introduziu um novo protagonista, Yuji Itadori, enquanto Yuta passou a ser um personagem secundário. Embora Yuta e Itadori compartilhem semelhanças, como na entrada ao jujutsu, tragédias, inocência e experiências próximas à morte, foi observado que eles "agem de maneiras muito diferentes… Itadori é extrovertido, enquanto Yuta é mais reservado".
Yuta e Rika mantiveram-se com a mesma aparência do produto final. A ideia central da história era desenvolver feiticeiros capazes de impedir Yuta e Rika de matar outras pessoas. Em vez de Satoru Gojo, a responsável por recrutar Yuta seria Maki Zen'in. Os familiares de Yuta tinham que ter um papel fundamental na trama, especialmente sua irmã, que seria levada por Rika por ciúmes. Mesmo que tenham sido feitas várias alterações na versão oficial, Akutami expressa a opinião de que deveria ter mantido o conceito original. Yamanaka se interessou pelo roteiro e compartilhou suas impressões com outros membros da Shueisha. No entanto, Akutami estava sob pressão devido às expectativas. Enquanto criava o protagonista ideal, Akutami desejava que Yuta não se tornasse semelhante a ele. A cena inicial em que Yuta é interrogado foi inspirada na série de anime Neon Genesis Evangelion, que frequentemente faz uso de um grupo chamado SEELE que se comunica com Gendo Ikari. Akutami homenageou o ex-editor Yamanaka ao incluir Michizane Sugawara, uma figura histórica japonesa famosa, como ancestral de Yuta e Gojo. Ele conta que a cena em que Yuta consola sua amiga Maki surpreendeu seu editor, Katayama, que observou a capacidade de Yuta de compreender os sentimentos de Maki. Após receber elogios, Akutami fez ajustes neste momento no roteiro.
Em análise, Akutami notou que o design inicial de Yuta se assemelhava demais ao colega e feiticeiro jujutsu Megumi Fushiguro da série principal, o que poderia confundir os leitores. Sendo assim, ele modificou a aparência de Yuta. Na história, Akutami sugere a possibilidade de Yuta se envolver romanticamente com outra mulher após a morte de Rika. O uniforme branco característico de Yuta foi escolhido para representar alunos problemáticos, no entanto, ele passa a usar um uniforme preto no desfecho da história para se igualar aos seus colegas de classe. Contudo, Akutami havia planejado que quando Yuta retornasse em Jujutsu Kaisen, ele vestiria novamente um uniforme branco na esperança de que os leitores mais antigos o reconhecessem. Enquanto o pai de Akutami começava a ler seu mangá, o escritor se questionava se estava baseando Yuta em seu próprio pai ou no pai de Megumi, Toji.
Park Sung-hoo, responsável pela direção da primeira temporada do anime e da prequela em filme da série, inicialmente pretendia abordar a história de Yuta nos primeiros episódios do anime, mas acabou optando por não seguir essa linha. A intenção original de Park era dedicar os três primeiros episódios da série para desenvolver Yuji Itadori e posteriormente substituí-lo por Okkotsu, porém essa ideia foi descartada. Apesar de Yuta não ter participação na primeira temporada do anime, ele teve uma breve e especial aparição na sequência de introdução da segunda temporada, a qual foi criada meses antes do estúdio MAPPA confirmar a produção do filme Jujutsu Kaisen 0.
Park declarou que, mesmo que Yuta e Rika sejam os protagonistas do filme, ele deseja explorar mais a dinâmica deles com o elenco de apoio. Park Sung-hoo escolheu Megumi Ogata como a dubladora de Yuta, e o desempenho dela os surpreendeu, pois Yuta, um jovem homem, foi dublado por uma mulher. A música tema do filme, "The Only Way" (一途, Ichizu) da banda King Gnu, tem como foco o relacionamento entre Yuta e Rika. Após o lançamento do filme, a cena de luta favorita de Park é quando Yuta convoca Rika para o confronto com Geto em termos de animação.

### Dublagem

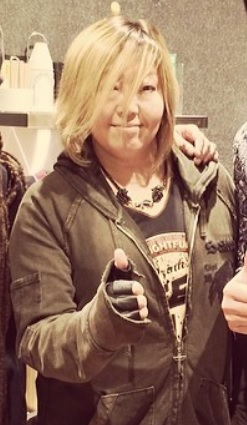
Megumi Ogata, dubladora do Yuta em japonês

Gege Akutami selecionou Megumi Ogata como a voz japonesa de Yuta, seguindo a sugestão de Park e outros membros da equipe. O mangaká afirmou que a voz que ele imaginou para Yuta era "neutra, suave e gentil, com um forte impacto emocional e psicológico". Além disso, Ogata mencionou que Yuta é um dos personagens com os quais ela mais se identificou, devido aos paralelos que encontrou ao comparar sua infância solitária com a do personagem, e como ambos se tornaram pessoas mais sociáveis. Além disso, ela também achou Yuta uma pessoa compreensível, já que ele persiste em enfrentar suas dores e superar suas batalhas internas.
Para entender melhor o personagem de Yuta, Ogata precisou interagir com o diretor Park. Após a estreia do filme, Ogata expressou sua satisfação com o trabalho realizado e manifestou entusiasmo para futuros projetos. Os dubladores colegas, Yuichi Nakamura e Takahiro Sakurai, elogiaram a "sincronia" perceptível na interpretação de Ogata como Yuta. Hanazawa, ao falar sobre o desempenho de Ogata, destacou a habilidade da colega em transmitir o amor de Yuta por meio de sua atuação, tornando o personagem ainda mais cativante. Em resposta, Ogata elogiou o trabalho de Hanazawa como Rika. Olhando para trás, Ogata descreveu a experiência de emprestar voz a Yuta como desafiadora, principalmente devido aos protocolos de distanciamento social.
Na dublagem em português, Yuta é dublado por Pedro Alcântara. Pedro afirmou que, antes de dublar o personagem, Leonardo Santhos, diretor de dublagem do filme Jujutsu Kaisen 0, o informou sobre a vida dele e seus sentimentos, e, inclusive, o que lhe chamou a atenção foi o fato de Yuta não querer atrapalhar a vida de ninguém, algo que o fez gostar bastante nele. Ademais, analisando profundamente o personagem, Pedro disse que Yuta é uma pessoa gentil e que almeja o bem das pessoas ao seu redor, porém, isso acaba se tornando um problema para o mesmo, visto que ele é complexado e que se acha um empecilho a todos ao seu redor. O dublador enfatizou bastante o conflito interno de Yuta, afirmando que o maior inimigo que ele iria enfrentar seria a si próprio. Devido a isso, Pedro se identificou com o personagem, elogiando a curva de seu desenvolvimento.

## Caracterização
Conforme divulgado pelo Real Sound [ja], Yuta é o centro das atenções em Jujutsu Kaisen 0, explorando principalmente seu desenvolvimento desde a perda de Rika. Da mesma forma, o Polygon afirmou que o tema principal é a jornada de Yuta para aceitar a morte de Rika. Enquanto isso, a Anime News Network destacou Yuta como um personagem com nuances emocionais devido à forma como ele lida com os sentimentos por Rika após sua morte. Park enxerga Yuta como um jovem simples, cuja solidão é potencializada pela maldição de Rika. Durante a produção do filme, Megumi Ogata surpreendeu Park ao conferir a Yuta uma interpretação delicada, descrevendo o personagem como cativante por se fortalecer ao se relacionar com outros. Komatsu notou que, embora Yuta possa aparentar fragilidade inicialmente, a atuação de Ogata contribui para dar ao personagem uma presença mais marcante. A maldição de Rika também representa a possibilidade de Yuta utilizar um grande poder para fazer o bem. O longa aborda as fragilidades pessoais de Yuta, que surgem em decorrência de uma doença e sua dificuldade de se adaptar ao ambiente à sua volta. Ao interagir com seus colegas, Yuta percebe que é aceito por eles. Sua resistência em lidar com a morte de Rika se assemelha à batalha interna que Yuji Itadori enfrenta ao perder seu avô.
No começo da trama, Satoru Gojo surge como o salvador de Yuta, guiando-o no controle de Rika na Escola Jujutsu e evitando sua solidão. The Mary Sue afirmou que o amadurecimento de Yuta o tornava atraente, pois ele parava de desejar a própria morte e passava a valorizar sua vida. A jornada heroica de Yuta progredia à medida que ele crescia fisicamente, sendo treinado por Maki para se tornar independente, transformando-se assim em um herói. Apesar de inicialmente ser passivo, Yuta revelava uma faceta mais agressiva ao ver seus amigos sendo feridos por Suguru Geto, principalmente em um embate animado. Enfrentar Geto e lidar com a maldição de Rika permitiu que Yuta aceitasse a perda e se recuperasse do trauma vivido.

## Aparições

### Jujutsu Kaisen 0
Yuta Okkotsu é o personagem principal da Escola Técnica Superior de Jujutsu de Tóquio, agora conhecida como Jujutsu Kaisen 0. No começo, ele é uma vítima de uma maldição de Grau Especial, sofrendo com o espírito de sua amiga de infância, Rika Orimoto. Satoru Gojo se encarrega do caso de Yuta, inscrevendo-o na Escola Técnica Superior de Jujutsu da Prefeitura de Tóquio, onde ele cria laços com Panda, Maki Zen'in e Toge Inumaki. Durante sua primeira missão, Yuta é motivado a lutar por seus objetivos ao ver Maki ferida, o que o capacita a controlar brevemente a maldição de Rika e prometer detê-la no processo. Após meses de treinamento com Gojo e seus colegas de classe, Yuta desenvolve habilidades para controlar sua energia amaldiçoada, tornando-se um espadachim talentoso, frequentemente mostrando misericórdia com Maki. O poder de Rika chama a atenção de Suguru Geto, um feiticeiro amigo de Gojo, e, portanto, decide atacar Yuta e seus companheiros, causando ferimentos graves.
Furioso com as ações de Geto, Yuta liberta a maldição de Rika, prometendo unir-se a ela se ela o auxiliar a derrotar Geto. Yuta domina Geto e consegue escapar após um confronto no qual Geto perde um braço. Enquanto Gojo lida com os fugitivos, é revelado que Rika não amaldiçoou Yuta. Após a morte dela, o desejo de Yuta de salvá-la resulta acidentalmente na transformação dela em um espírito amaldiçoado. Agora que está familiarizado com seus poderes, Yuta liberta Rika, e ela segue para a vida pós-morte, enquanto Yuta permanece como um feiticeiro.
Em dezembro de 2021, Akutami escreveu um novo capítulo de Jujutsu Kaisen 0. Após a morte de Rika, o grupo de Yuta consegue empregos de meio período em uma loja, onde Utahime Iori é cliente. No filme de animação, é adicionada uma cena extra na qual Yuta faz amizade com Miguel, um dos antigos aliados de Geto, durante um almoço no Quênia, até serem interrompidos por Gojo.

### Jujutsu Kaisen
Embora Yuta não tenha aparecido nos primeiros capítulos de Jujutsu Kaisen, Gojo o menciona como um dos alunos de nível superior da Escola Técnica de Jujutsu, que tem potencial para um dia superá-lo, ao conversar sobre os alunos com Yuji Itadori. Quando Yuta retorna ao Japão, ele resgata uma criança de um espírito que está cercado por uma réplica chamada Rika. Ao voltar para a Escola Técnica de Jujutsu, Yuta se voluntaria a executar Yuji por abrigar o espírito amaldiçoado Ryomen Sukuna, também buscando vingar seu amigo ferido pelo próprio, Inumaki. Durante o encontro com Yuji e Choso, que lutavam contra um dos parentes de Maki, Naoya Zen'in, Yuta derrota facilmente os dois e simula a morte de Yuji. Após dizer Naoya a informar seus superiores sobre a suposta morte de Yuji, Yuta revela ser um aliado do agora ressuscitado Yuji.
Posteriormente, Yuta se junta a Maki e outros feiticeiros para resgatar Gojo e faz uma promessa: ele se compromete a matar Yuji caso ele não consiga mais controlar o espírito vingativo. O grupo se une com o objetivo de derrotar Kenjaku, que planeja amaldiçoar os civis japoneses através de seu jogo de terror, Jogo do Abate. Assim, Yuta participa do jogo ingressando na colônia Sendai a fim de proteger os civis, bem como para obter informações sobre Kenjaku. Ele obteve êxito ao vencer diversos feiticeiros reencarnados de grande poder, como Ishigoori e Uro. Com a libertação de Gojo, Yuta e seus companheiros se veem obrigados a testemunhar seu mentor lutando contra o temível Sukuna e se preparar para as possíveis consequências. Após a trágica morte de Gojo pelas mãos de Sukuna, Yuta é visto planejando com Anjo, Mei Mei, Kusakabe e Hakari sobre quem enviar para confrontar Kenjaku, decidindo então pela envio de Takaba. Mais adiante, Yuta é mostrado cortando a cabeça de Kenjaku em uma emboscada, após a batalha de Takaba. No calor da luta, Yuta declara que acabará com tudo que desafie seu poder. Juntando-se à batalha de Yuji contra Sukuna, agora usando Megumi Fushiguro como receptáculo, Yuta utiliza a técnica de expansão de domínio Amor Autêntico Mútuo (真相相愛, Shingan Sōai), que canaliza todos os ataques copiados. Unindo-se, Yuta e Yuji tentam libertar Megumi, mas a rejeição de seu aliado resulta em Sukuna feri-los gravemente. Contudo, após ser resgatado pela réplica de Rika, Yuta usa a técnica amaldiçoada de Kenjaku, que é capaz de trocar corpos com os mortos, fazendo isso com o de Gojo. Yuta se junta novamente à luta contra Sukuna enquanto tenta controlar os poderes de seu mentor durante cinco minutos. Embora ele não consiga derrotar Sukuna e sua cópia atingir seu limite, Yuta é capaz de impedir Sukuna de usar seu próprio domínio contra Yuji, que então liberta Megumi de Sukuna. Depois, Rika retorna Yuta ao seu corpo original e se reúne com seus parceiros. No epílogo, Yuta é o principal representante do clã Gojo e tem filhos e netos.
Yuta também aparece como um personagem jogável no jogo eletrônico de luta Jujutsu Kaisen: Cursed Clash em seu design do filme Jujutsu Kaisen 0.

## Recepção

### Críticas

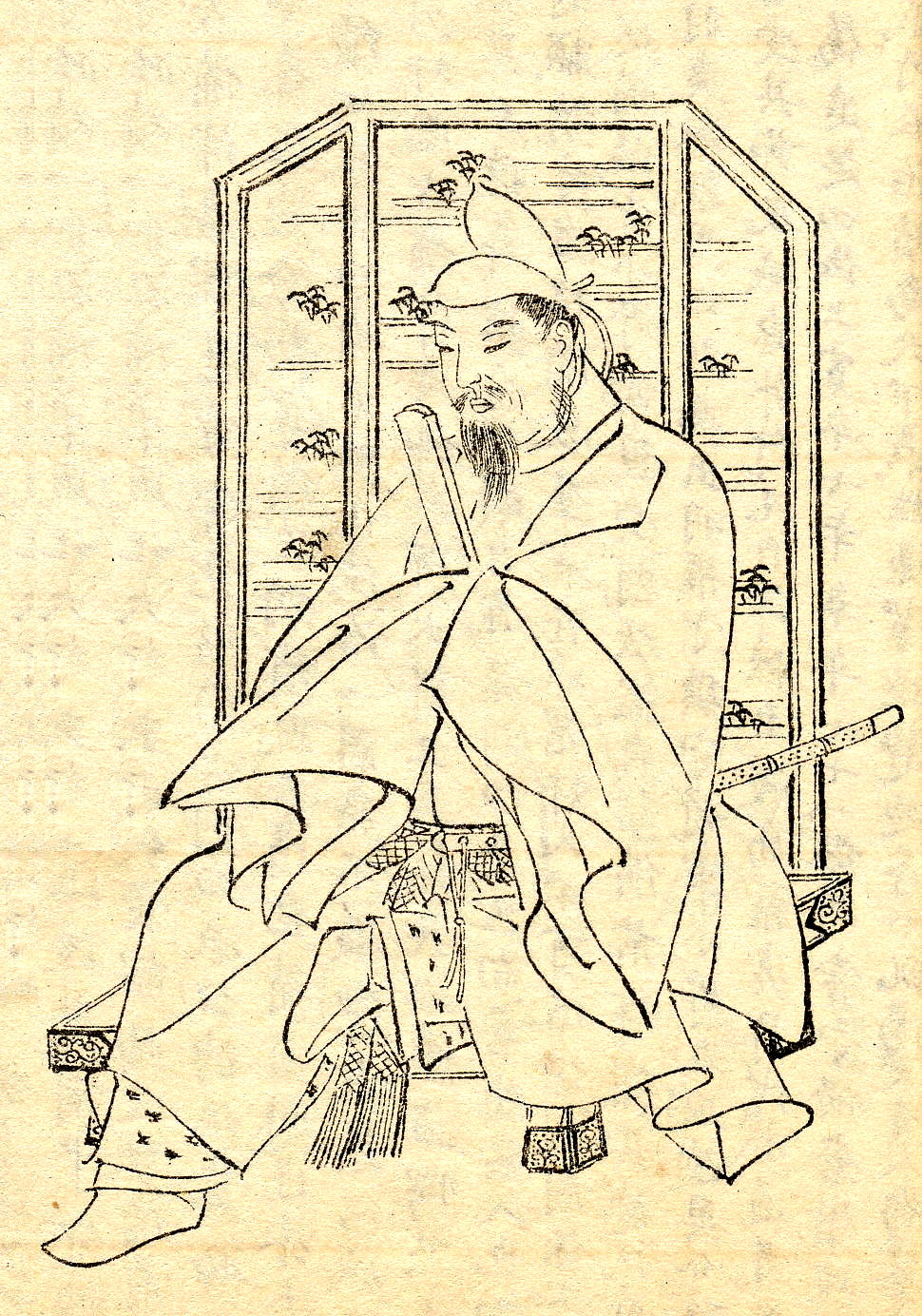
A relação de Sugawara no Michizane com Yuta Okkotsu e Gojo resultou em teorias sobre o impacto significativo da figura histórica na narrativa, o que foi deixado vago na história principal.

Os críticos elogiaram com frequência o desempenho de Yuta em Jujutsu Kaisen 0. Diversos escritores apreciaram a forma como sua história foi conduzida, assim como seu relacionamento com os colegas de turma. A Comic Book Resources destacou sua narrativa como "ideal" para uma adaptação cinematográfica, enquanto Daryl Harding, do Yatta-Tachi e Bleeding Cool, o caracterizaram como um personagem cativante destinado ao público do mangá shōnen. Anime News Network e Comic Book Resources apontaram as características de Yuta como algo comum, o que foi contrastado devido ao seu crescimento inicial. Jacob Parker-Dalton, do Otaquest, afirmou que Yuta é mais intrigante e cativante do que o outro protagonista, Yuji, que parece menos dinâmico. Em relação aos seus poderes, o Los Angeles Times comparou a dupla de Yuta e Rika com a do personagem Venom da Marvel Comics, em virtude da forma como Yuta precisa controlar o poder de Rika para lutar de maneira eficaz. Por outro lado, Yuta foi criticado por ser dominado por Rika, o que o tornou mais difícil de reconhecer. No entanto, devido à sua relação com o já formidável Satoru Gojo, o potencial de poder de Yuta foi considerado promissor. O portal Digital Fix notou várias diferenças entre os dois protagonistas, mas considerou a história de Yuta mais sombria do que a de Yuji. Além disso, os críticos elogiaram as impressionantes cenas de luta de Yuta no filme, que consideraram superiores à maioria dos filmes anteriores do MAPPA, como The God of High School, com Polygon comparando-o ao super-herói Batman baseado no quão enérgico ele se torna.
Em Jungian Dimensions of the Mourning Process, Burial Rituals and Access to the Land of the Dead: Intimations of Immortality, a autora Hiroko Sakata examina as semelhanças entre Yuta e Rika com figuras míticas japonesas como o deus Hiruko, o Oni Katako e a criança K, e, ao fazer comparações com personagens como Tanjiro Kamado e Nezuko Kamado de Demon Slayer: Kimetsu no Yaiba, ela enfatizou como suas histórias ecoam adaptações modernizadas de mitos japoneses.
A adaptação cinematográfica adiciona uma cena pós-créditos que prenuncia a inclusão de Yuta na série principal, algo que foi elogiado pelo IGN. Os críticos ficaram surpresos com o retorno de Yuta ao Jujutsu Kaisen devido à ironia de seu papel anterior, onde era o protagonista, agora ocupado com a eliminação do atual. James Beckett, da Anime News Network, antecipava o papel de Yuta na série principal, considerando-o mais cativante que o protagonista Yuji. A Comic Book Resources comentou que a aparição de Yuta em Jujutsu Kaisen foi notavelmente diferente da original após sua revelação. O Anime Hunch destacou o alívio do fandom ao descobrir que Yuta estava seguindo ordens de Gojo para fingir a morte de Yuji, evidente na mudança de sua personalidade de agressiva para amigável ao encontrar Yuji. Geekmi analisou o papel de Yuta no arco final da história e expressou esperança de que esses acontecimentos fossem adaptados para o formato de anime. A conexão do personagem com o falecido Sugawara no Michizane permaneceu vaga, levantando a possibilidade de ter um impacto significativo na série, conforme discutido por críticos. Mais tarde, Nijimen percebeu que a equipe formada por Yuta e Yuji estava se unindo para enfrentar Sukuna, o que aconteceu porque ambos são os protagonistas dos mangás escritos por Akutami. No entanto, ele estava preocupado com a possibilidade de Sukuna acabar matando-os, especialmente após as mortes que ocorreram anteriormente na história. Quando a série chegou ao fim, o GameRant observou que Yuji não parecia ser um protagonista à altura, já que Yuta e Gojo se destacaram muito, principalmente por conta do arco de personagem marcante que Yuta teve ao longo do mangá, o que fez Yuji parecer menos relevante. Com o lançamento do epílogo no volume final, o GameRant também notou que os fãs ficaram satisfeitos, pois parecia que Yuta havia finalmente formado uma família com Maki, algo que muitos esperavam há bastante tempo.
Também foram feitos comentários sobre os dubladores de Yuta no filme Jujutsu Kaisen 0. Alguns veículos de comunicação destacaram a atuação de Megumi Ogata como Yuta na versão japonesa, ressaltando que ela fez o personagem se sobressair no filme. A interpretação varia do calmo, semelhante ao que ela apresentou como Shinji Ikari em Neon Genesis Evangelion, para um lado mais agressivo durante as cenas de terror e ação. A Anime News Network e a IGN também comentaram positivamente sobre a relação de Yuta com Rika, que traz uma nova dimensão ao personagem, tornando-o menos previsível. A JBox comentou sobre a performance da dublagem de Pedro Alcântara, elogiando-o por ter um tom ideal para um personagem "pesado" como Yuta que se torna "leve" ao entrar para a Escola Técnica de Jujutsu. A performance de Ogata no final da segunda temporada foi elogiada pela Real Sound, que mencionou suas múltiplas expressões, ao demonstrar seu tratamento atencioso com uma jovem garota e, ao mesmo tempo, frieza ao afirmar a seu superior que mataria Yuji Itadori.

### Popularidade

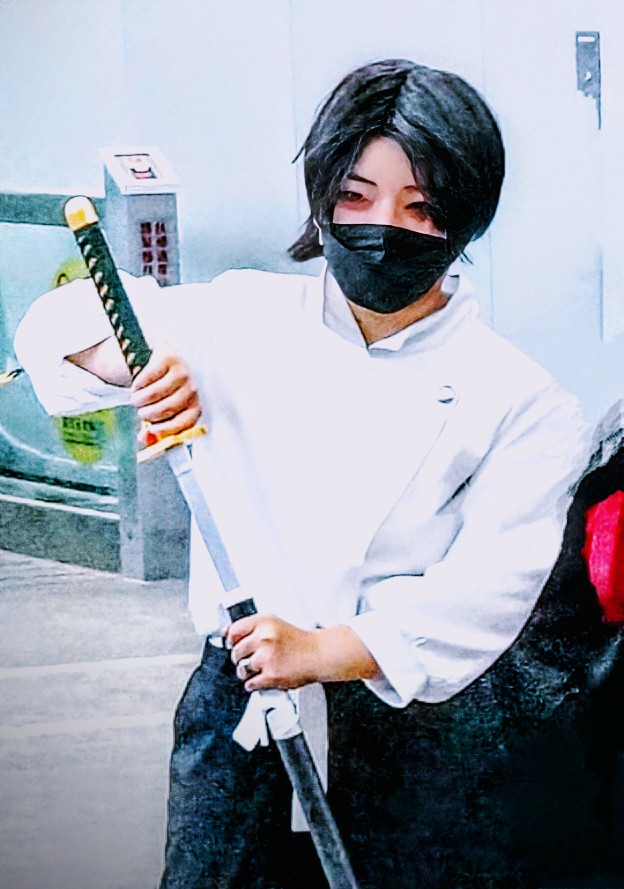
Um cosplayer de Yuta Okkotsu

Na pesquisa de popularidade da Viz Media ocorrida em março de 2021, Yuta foi classificado como o oitavo personagem mais querido da franquia Jujutsu Kaisen. Em uma pesquisa adicional realizada pela Weekly Shōnen Jump em dezembro do mesmo ano, essa posição foi mantida. Para promover ainda mais a série, a vestimenta distintiva de Yuta foi adicionada ao jogo NetEase Knives Out, e a Shibuya Scramble Figure lançou uma figura minuciosamente detalhada de Yuta segurando Rika. Para o prazer dos fãs, foi feita também uma réplica da espada icônica de Yuta, envolta pela sombra de sua energia. A expansão de domínio de Yuta, que começou no mangá em fevereiro de 2024, é um embate épico entre Yuta e Sukuna que cativou os leitores e ganhou destaque. Os fãs o denominam de "Unlimited Blade Works" devido às semelhanças com a visual novel Fate/stay night, onde Shirou Emiya e seu personagem futuro, Archer, desembainham uma multidão de espadas em preparação para uma batalha grandiosa.
Após o lançamento do filme Jujutsu Kaisen 0, Yuta assumiu o terceiro lugar na lista de melhores personagens; os únicos personagens que o superaram foram Rika e Panda, de acordo com o /Film. Em maio de 2022, o famoso artista de mangá Kenta Shinohara homenageou o personagem, o retratando ao lado de Yuji e Megumi. Yuta foi classificado como um dos destaques do filme na enquete Anime Trending Awards 2022, e conquistou a oitava posição na categoria geral de Garoto do Ano. Além disso, Yuta ficou em segundo na enquete Animage' Anime Grand Prix 2021, onde ficou atrás somente de Tengen Uzui de Demon Slayer: Kimetsu no Yaiba, e em sexto lugar na categoria de Melhor Personagem Masculino no Newtype Anime Awards. No 7° Crunchyroll Anime Awards de 2023, os talentosos dubladores Jaime Pérez de Sevilla e Nicolás Artajo foram premiados como melhores dubladores espanhóis e alemães, respectivamente, por suas excelentes dublagens de Yuta; Pedro Alcântara, por sua vez, foi indicado na categoria de dublagem em português. A impressionante aparição de Yuta no final da segunda temporada do anime recebeu muitos elogios dos críticos e dos fãs segundo a The Television [ja], e teve um grande impacto nas redes sociais. Os elogios foram dados especificamente ao seu redesenho, que o tornou visualmente mais forte e tendo cenas animadas atrativas. Um evento de café temático de Jujutsu Kaisen 0 ocorreu em Tóquio, Osaka e Nagoya, entre 29 de agosto e 27 de outubro de 2024.

#### Prêmios e indicações
| Ano  | Prêmio                      | Categoria                      | Recebedor                             | Resultado   | Ref.    |
| ---- | --------------------------- | ------------------------------ | ------------------------------------- | ----------- | ------- |
| 2021 | 44° Anime Grand Prix        | Melhor Personagem Masculino    | Yuta Okkotsu                          | Finalista   | [ 99 ]  |
| 2022 | 12º Newtype Anime Awards    | Melhor Personagem Masculino    | Yuta Okkotsu                          | 5º colocado | [ 100 ] |
| 2023 | 7º Crunchyroll Anime Awards | Melhor Performance (Espanhol)  | Jaime Pérez de Sevilla (Yuta Okkotsu) | Venceu      | [ 101 ] |
| 2023 | 7º Crunchyroll Anime Awards | Melhor Performance (Alemão)    | Nicolás Artajo (Yuta Okkotsu)         | Venceu      | [ 101 ] |
| 2023 | 7º Crunchyroll Anime Awards | Melhor Performance (Português) | Pedro Alcântara (Yuta Okkotsu)        | Indicado    | [ 101 ] |